# Museo dell'emigrazione italiana
Il Museo Paolo Cresci per la storia dell’emigrazione italiana, o più semplicemente Museo dell'emigrazione italiana, è un museo di Lucca, di proprietà della Fondazione Paolo Cresci, che conserva la più grande collezione miscellanea di materiale documentario e fotografico al mondo, relativa all'emigrazione italiana. 

## Storia
La maggior parte del materiale fu raccolto dal ricercatore Paolo Cresci (1943-1997), nel corso della sua carriera. Nel 1998 l'intero archivio di Cresci fu acquistato dalla Provincia di Lucca, che nel 2001 decise di creare un museo 31 marzo 2001 nella Cappella di Santa Maria della Rotonda, all'interno di Palazzo Ducale di Lucca. Nel 2002 fu istituita la Fondazione Cresci, con il compito di gestire il fondo archivistico e il relativo museo.  Oltre alla provincia, partecipano alla Fondazione Cresci enti locali, fondazioni bancarie e l'Università di Pisa.

## Esposizione
Il museo è diviso in sezioni che consentono di seguire idealmente il viaggio degli emigranti: la partenza, il viaggio e l'arrivo, il lavoro, le nuove patrie, il filo del ricordo, di nuovo in cammino e dà enfasi agli aspetti psicologici e umani dell'emigrazione. 
Dal 2011, primo tra i musei sull'emigrazione italiana, è disponibile anche il tour virtuale del museo. 